# Валборг Торселл
Валборг Сюзанна Торселл (швед. Walborg Susanna Thorsell) — шведський науковець, зоолог, яка проводила дослідження головним чином по комарах і репелентах від комарів.

## Освіта
Торселл захистила дисертацію на здобуття ступеня доктора ветеринарної медицини в Шведському ветеринарному інституті в 1967 році і була доцентом з експериментальної паразитології.

## Дослідження

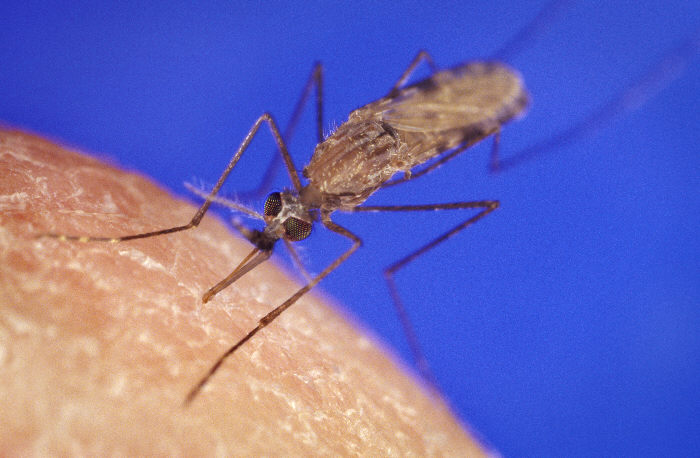
Anopheles gambiae, комарі малярії

Торселл розпочала вивчати комарів під час роботи в Шведському національному дослідному інституті оборони (FOA). У той час поширювалися зачви з боку Сполучених Штатів та Радянського Союзу, що інша частина проводить експерименти з комарами малярії у зв'язку з біологічною війною. Шведські військові вважали за необхідне розробити репелент від комарів, особливо для малярійних комарів, для використання шведськими солдатами. Існуючі репеленти були або недостатньо ефективні, або мали небажані побічні ефекти, тому Торселл і її група дослідників з FOA почали шукати кращий засіб. Речовина діетиламід виявилася відмінним репелентом як для малярійних комарів, так і для звичайних шведських лісових комарів. Але у своїй незміненій формі вона розчиняється у воді і змивалася потом, коли наносилася на воїнів. Рішення Торселл полягало у тому, щоб додати ті ж самі функціональні групи, що і у діетиламіді, до мигдалевої кислоти. Це призвело до появи репелента від комарів під назвою DEMIDEX, який був виготовлений протягом декількох років. DEMIDEX виявився більш ефективним, ніж американський ДЕТА, який був і залишається найпоширенішим активним інгредієнтом в репелентах для комах.
Після звільнення з FOA, Торселл продовжила свої дослідження з репелентів від комарів на кафедрі зоології в Стокгольмському університеті. Це дослідження призвело до репелентного інгредієнта IXNIX .
Валборг Сюзанна Торселл померла у січні 2016 року у віці 96 років.

## Відзнаки
Сім'я бактерій, Thorselliaceae, знайдена у векторних комарах, що є переважно переносниками малярії, була названа на честь Торселл. Ця сім'я містить рід Thorsellia, з якого відомі три види.

## Вибрана бібліографія
- Krigsepidemiologi och hälsovård för totalförsvaret: dokumentation från FOA informationsdag, översiktsdag, Stockholm, 1982-05-05 [Епідеміологія війни та охорона здоров'я в рамках загальної оборони Швеції: документація з конференції FOA, Стокгольм, 82-05-05], 1983[10]
- Människans fysiska tålighet я brandmiljö: brandgaser оч ROK [Фізична толерантність людини в пожежах: випари і дим], 1984[11]
- Människan och ohyran — bekämpningsmedel i Sverige förr och nu [Людина і паразити — пестициди в Швеції, минуле і сьогодення], 2001[12]